# Thomas Morgenstern
Thomas Morgenstern (født 30. oktober 1986 i Spittal an der Drau) er en østrigsk skihopper, hvis bedste individuelle resultat er en guldmedalje på stor bakke ved vinter-OL 2006. Han har vundet mere end tyve turneringer og haft over 60 podieplaceringer i sin karriere (pr. februar 2011).

## Karriere
Morgenstern viste tidligt store evner som skihopper. Som 16-årig vandt han på en uge tre konkurrencer i den såkaldt Continental Cup, og det gav adgang til Firebakketurneringen 2002-03. I denne turnering opnåede han tre topti-placeringer og en samlet tiendeplads. Mindre end en uge efter den sidste af disse fire konkurrencer vandt han sin første World Cup-turnering. Om sommerens samme år vandt han for første gang skihop-grandprixet – en bedrift han gentog fire år senere.
Dermed var Thomas Morgensterns position i verdenstoppen fastslået, og den følgende sæson fulgte han fint op på dette med blandt andet en samlet fjerdeplads i Firebakketurneringen. Han vandt også sin første VM-medalje, da han var del af det østrigske landshold, der vandt bronze ved VM i skiflyvning. I sæsonen 2004-05 vandt han sammen med landsholdet guld ved VM i skihop på både lille og stor bakke.
Sæsonen efter blev den hidtil bedste for Morgenstern, hvis bedste resultater da var den individuelle guldmedalje til OL som blev suppleret med guld for hold ved OL, også på stor bakke, samt individuel bronze ved VM i skiflyvning. Samlet opnåede han en femteplads i årets World Cup.
Det skulle dog blive endnu bedre i den efterfølgende sæson: I 2007-08 vandt Thomas Morgenstern de første seks turneringer, hvilket er alle tiders rekord. Seks sejre på stribe havde tre andre (Janne Ahonen, Matti Hautamäki og Gregor Schlierenzauer) opnået før ham, men aldrig fra sæsonstart. Det blev også til holdguld ved VM i skiflyvning, og Morgenstern vandt World Cup'en i overlegen stil.
I sammenligning med 2007-08 blev den følgende sæson lidt af et antiklimaks for Morgenstern, der overhovedet ikke vandt en turnering. Hans bedste resultat i sæsonen var holdguld ved VM på stor bakke. Også sæsonen efter blev mager på resultater, men han vandt dog to holdguldmedaljer ved henholdsvis VM i skiflyvning og OL i Vancouver.
I sæsonen 2010-11 vendte Morgenstern tilbage til den øverste top, da han vandt fire af de første seks turneringer, og han blev samlet vinder af Firebakketurneringen for første gang efter sejr på to af bakkerne og en andenplads. Umiddelbart efter vandt han for første gang en skiflyvningskonkurrence. Med tre konkurrencer tilbage har han allerede sikret sig den samlede World Cup-sejr i overlegen stil. Han valgte at stoppe sin karriere i 2014, efter et styrt på skiflyvningsbakken i Kulm, Østrig.

## Hædersbevisninger
Thomas Morgenstern blev valgt som årets østrigske sportsnavn i 2008, og han vandt en tilsvarende hæder som del af årets sportshold i 2008 og 2009.

## Resultater
Olympiske lege
- Vinter-OL 2006, Torino:
  - Lille bakke: Nr. 16
  - Stor bakke:  Guld
  - Hold:  Guld
- Vinter-OL 2010, Vancouver:
  - Lille bakke: Nr. 8
  - Stor bakke: Nr. 5
  - Hold:  Guld

VM i skiflyvning
- 2004, Planica:
  - Individuelt: Nr. 13
  - Hold:  Bronze
- 2006, Bad Mittendorf:
  - Individuelt:  Bronze
  - Hold: Nr. 4
- 2008, Oberstdorf:
  - Individuelt: Nr. 7
  - Hold:  Guld
- 2010, Planica:
  - Individuelt: Nr. 7
  - Hold:  Guld

VM i skihop
- 2003, Val di Fiemme:
  - Lille bakke: Nr. 16
- 2005, Oberstdorf:
  - Lille bakke: Nr. 18
  - Stor bakke: Nr. 15
  - Hold:  Guld
- 2007, Sapporo:
  - Lille bakke:  Bronze
  - Stor bakke: Nr. 5
  - Hold:  Guld
- 2009, Liberec
  - Lille bakke: Nr. 8
  - Stor bakke: Nr. 10
  - Hold:  Guld

World Cup
- 2002-03:
  - 1 sejr
  - Samlet nr. 20
- 2003-04:
  - 0 sejre
  - Samlet nr. 6
- 2004-05:
  - 0 sejre
  - Samlet nr. 7
- 2005-06:
  - 1 sejr
  - Samlet nr. 5
- 2006-07:
  - 0 sejre
  - Samlet nr. 6
- 2007-08:
  - 10 sejre
  - Samlet  Guld
- 2008-09:
  - 0 sejre
  - Samlet nr. 7
- 2009-10:
  - 2 sejre
  - Samlet  Bronze
- 2010-11 (ikke afsluttet):
  - 7 sejre
  - Samlet  Guld